# Laurent Nicolet
Pour les articles homonymes, voir Nicolet (homonymie).
Laurent Nicolet est un humoriste suisse né le 27 janvier 1970 à Genève.

## Carrière
Il a développé le personnage d'Hans Peter Zweifel, un fonctionnaire fédéral pointilleux, dans l'émission Ça cartonne de la Télévision suisse romande. De 2002 à 2011, il participe chaque dimanche à l'émission La Soupe de la Radio suisse romande. 
Il a aussi présenté ses propres spectacles : Le Silence des Helvètes (2002), Que du bonheur ! (2004), et Confédération hermétique, puis coaCH en 2008 et J'ai trop d'amis ! en 2012. Avec Lionel Rudaz, il crée et interprète les personnages de Hans-Peter Zweifel et des Frères Oxner et écrit la série La tribu diffusée sur la Télévision suisse romande en 2007.
En 2009, il crée son nouveau one man show COACH et fait plus de 80 dates en Suisse avec ce nouveau spectacle.
Il est en 2012 animateur sur la radio genevoise One FM et tourne son nouveau one man show J'ai trop d'amis !, créé en mars 2012, jusqu'en 2015. Fin 2012, il parodie le tube planétaire Gangnam Style en Gen'vois staïle. La vidéo est vue plus d'un million de fois.